# Квінт Флавій Месій Егнацій Лолліан
Квінт Флавій Месій Егнацій Лолліан (*Quintus Flavius Maesius Egnatius Lollianus signo Mavortius, д/н — після 356) — державний та військовий діяч пізньої Римської імперії.

## Життєпис
Походив з роду Егнаціїв. Онук Егнація Луцілла, консула 265 року. Син Егнація Лолліана і Флавії (доньки Квінта Флавія і патриціанки Месії).
Спочатку був квестором, міським претором. У 328 році призначається куратором акведуків і громадських будівель. Між 328 і 334 роком отримав посаду консуляра Кампанії. Між 329 і 335 роком призначено комітом імператора Костянтина I. У 335/336 роках обіймав посаду коміта Сходу. За цим до 337 року був проконсулом Африки. Припускають, що імператор обрав його консулом на 338 рік, але через смерть останнього це призначення не було затверджено.
З 1 квітня до 6 липня 342 року за часів імператора Константа був міським префектом Риму. Сенатор Фірмік Матерн присвятив йому свій твір «Matheseos libri octo».
350 року не підтримав повстання Магненція, перебравшись у східну частину імперії. Йомовірно відзначився під час походу імператора Констанція II проти Магненція. 354 року стає преторіанським префектом Галлії. 355 року стає консулом (разом з Флавієм Арбіціоном). У 355—356 роках обіймав посаду преторіанського префекта Іллірику. Під час цього за наклепом стратив кількох невинних людей. Подальша доля невідома.

## Родина
- Квінт Флавій Месій Корнелій Егнація Север Лолліан
- Плацидій Север